# Bloc africain de Guinée
Le Bloc africain de Guinée (BAG) est un parti politique guinéen des indépendances.

## Historique
Le Bloc africain de Guinée créé en 1954, fait partie des trois premiers partis qui naissent en Guinée après la seconde guerre mondiale.
En avril 1958, il fusionne avec la démocratie socialiste de Guinée et la section guinéenne de la Convention africaine pour former la section guinéenne du Parti du Regroupement Africain (PRA).